# Orientalomys sinensis
Orientalomys sinensis is een fossiel knaagdier uit het geslacht Orientalomys dat gevonden is in het Vroeg-Yushean (Vroeg-Plioceen) van Bilike in Binnen-Mongolië. Deze soort is bekend van 91 geïsoleerde tanden en drie fragmentarische kaken. De soortnaam verwijst naar de plaats waar dit dier is gevonden, die in China ligt. Het is een kleine soort waar de knobbels t4 en t5 op de eerste en tweede bovenkiezen (M1 en M2) duidelijk gescheiden zijn. De eerste onderkies (m1) heeft drie wortels. De M1 is 1,56 tot 1,92 bij 1,12 tot 1,26 mm, de M2 1,12 tot 1,24 bij 1,10 tot 1,20 mm, de M3 0,80 bij 0,92 mm, de m1 1,56 tot 1,76 bij 0,84 tot 1,24 mm, de m2 1,06 bij 1,24 tot 0,96 bij 1,16 mm en de m3 0,88 bij 0,88 mm.